# Черрі-Трі (Оклахома)
Черрі-Трі (англ. Cherry Tree) — переписна місцевість (CDP) в США, в окрузі Адер штату Оклахома. Населення — 703 особи (2020).

## Географія
Черрі-Трі розташоване за координатами 35°44′47″ пн. ш. 94°38′38″ зх. д. / 35.74639° пн. ш. 94.64389° зх. д. (35.746465, -94.643925).  За даними Бюро перепису населення США в 2010 році переписна місцевість мала площу 29,94 км², з яких 29,80 км² — суходіл та 0,14 км² — водойми.

## Демографія
Згідно з переписом 2010 року, у переписній місцевості мешкали 883 особи в 268 домогосподарствах у складі 211 родини. Густота населення становила 29 осіб/км².  Було 279 помешкань (9/км²).
Расовий склад населення:
| - 76,2 % — корінних американців - 14,3 % — білих - 2,8 % — осіб інших рас |

До двох чи більше рас належало 6,7 %. Частка іспаномовних становила 7,8 % від усіх жителів.
За віковим діапазоном населення розподілялося таким чином: 29,3 % — особи молодші 18 років, 59,8 % — особи у віці 18—64 років, 10,9 % — особи у віці 65 років та старші. Медіана віку мешканця становила 33,9 року. На 100 осіб жіночої статі у переписній місцевості припадало 101,6 чоловіків;  на 100 жінок у віці від 18 років та старших — 101,9 чоловіків також старших 18 років.
Середній дохід на одне домашнє господарство  становив 41 516 доларів США (медіана — 32 315), а середній дохід на одну сім'ю — 45 890 доларів (медіана — 33 625). Медіана доходів становила 25 000 доларів для чоловіків та 17 589 доларів для жінок. За межею бідності перебувало 28,7 % осіб, у тому числі 43,8 % дітей у віці до 18 років та 20,2 % осіб у віці 65 років та старших.
Цивільне працевлаштоване населення становило 338 осіб. Основні галузі зайнятості: виробництво — 26,9 %, освіта, охорона здоров'я та соціальна допомога — 18,3 %, роздрібна торгівля — 14,8 %, сільське господарство, лісництво, риболовля — 13,0 %.